# Marmorbank mit Katzen

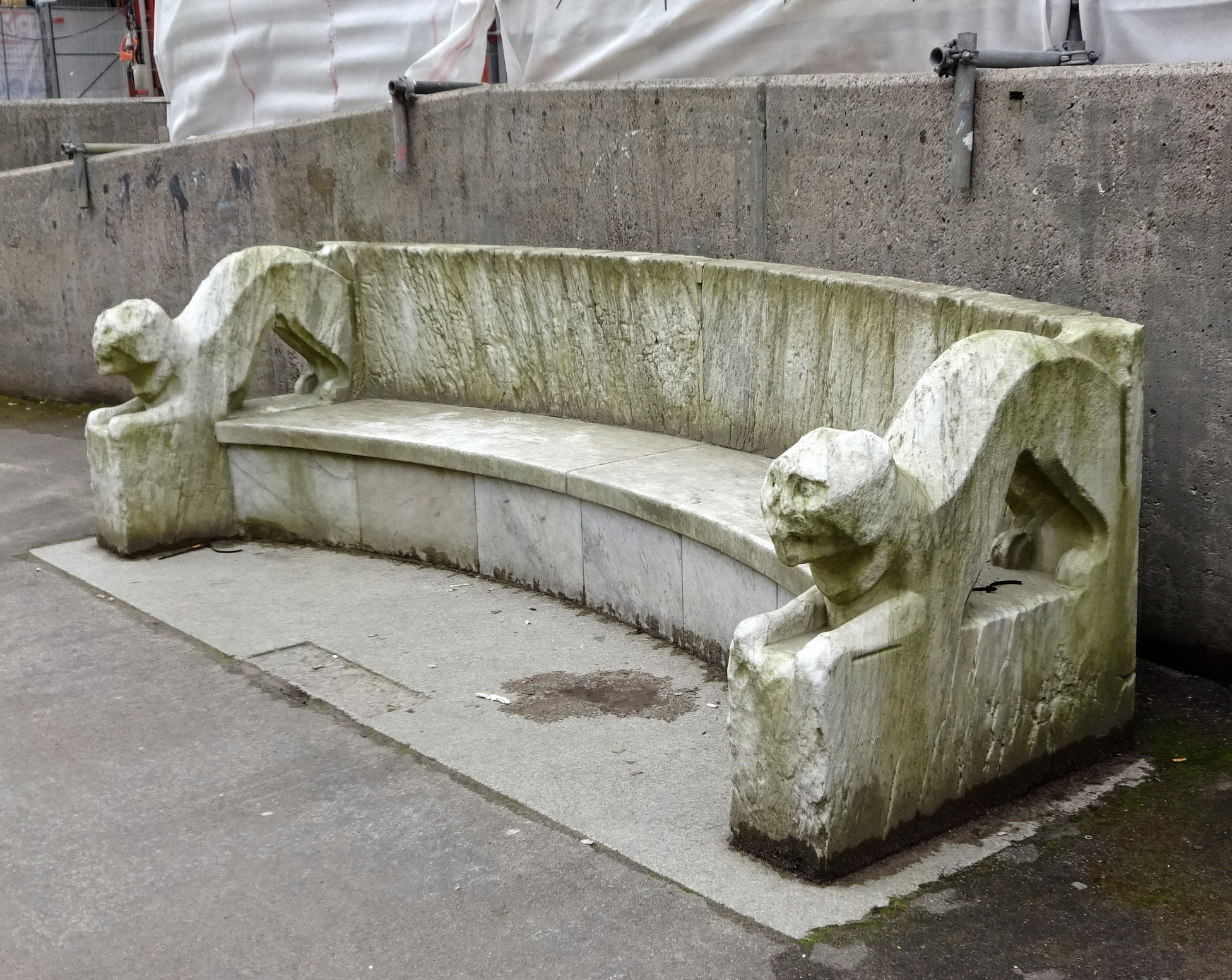
Marmorbank mit Katzen

Die Marmorbank mit Katzen ist ein Werk des Bildhauers Rudolf Bosselt. Anlass war die Internationale Kunst-Ausstellung und große Gartenbau-Ausstellung 1904 in Düsseldorf. Die Bank befand sich im „Architektonischen Garten“ von Peter Behrens am Kunstpalast. Sie war ebenso wie die zweite Marmorbank „Katze und Hund“ eine Stiftung von Georg Oeder, einem Landschaftsmaler der Düsseldorfer Malerschule, der aufgrund seiner Heirat mit seiner Frau, die aus der Unternehmerfamilie Haniel stammte, zu Geld gekommen war.
Nach der Ausstellung wurde die Bank im Hofgarten an der Goltsteinparterre hinter dem Schauspielhaus aufgestellt.
Die Hundebank ist verschollen.